# Ligne 138 (Infrabel)
Pour les articles homonymes, voir Ligne 138.
La ligne 138 Châtelet - Florennes fut établie par la Société anonyme du chemin de fer de Morialmé à Châtelineau, future Compagnie de l'Est Belge. Elle se prolonge vers Givet (France) par la Ligne 138A. À l'origine, elle entrait en concurrence directe avec la ligne 132 (de la Société du chemin de fer de l'Entre-Sambre-et-Meuse) sur le trafic de transit entre les bassins industriels de Lorraine et de Charleroi.

## Historique

### Ligne de Morialmé à Châtelineau
La concession d'un chemin de fer industriel reliant la vallée de la Sambre aux minières de Morialmé avait été réclamée dès 1845 d'après un projet de l'ingénieur Splingard. La Société du chemin de fer de l'Entre-Sambre-et-Meuse redoutant la concurrence de cette ligne obtient en 1846 que cette concession lui soit attribuée sous la forme, plus ambitieuse, d'un chemin de fer de Florennes à la Meuse et d'Oret à la Sambre. Elle ne prend toutefois pas la peine de construire la ligne et renonce à la concession en janvier 1852. MM. Dorlodot-Hoyoux et Spitaels se manifestent en 1853 pour reprendre la concession, rendue définitive par l'arrêté royal du 24 août 1853. L'arrêté royal du 10 septembre 1853 consacre la création de la Chemin de fer de Morialmé à Châtelineau, dont les deux concessionnaires ainsi que la Société générale de Belgique sont actionnaires.
En 1855, le Chemin de fer de Morialmé à Châtelineau relie Châtelet à Morialmé. Cette ville est déjà desservie, depuis 1848 par un embranchement de la Compagnie de l'entre Sambre et Meuse (future ligne 135). Une carte datée des années 1860 montre que les deux chemins de fer miniers n'étaient pas interconnectés, bien qu'il n'y ait qu'une centaine de mètres séparant les deux.

### Chemins de fer de l'Est belge
Le 23 mars 1859 la fusion de la Société anonyme du chemin de fer de Morialmé à Châtelineau et de la Société anonyme des chemins de fer de Louvain à Charleroi donne naissance à la Société anonyme des chemins de fer de l'Est-belge. Ces derniers relancent le projet de chemin de fer vers Florennes et la vallée de la Meuse, en direction de la ville française de Givet. L'arrêté royal du 14 janvier 1860 leur concède formellement la ligne et une convention passée avec la Compagnie des chemins de fer des Ardennes règle la construction de la section terminale entre la gare frontalière de Doische et celle de Givet. À la même époque, la construction d'un chemin de fer de Lodelinsart à Châtelineau crée une continuité entre les deux compagnies regroupées au sein de l'Est belge.
En 1862, le prolongement vers Givet (Ligne 138A) est à son tour inauguré et comporte deux gares à proximité de Florennes : Pavillons et Florennes-Est. L'Entre-Sambre-et-Meuse possède également une gare, Florennes-Sud, mais les lignes des deux compagnies ne sont pas connectées.

### Grand Central belge
En 1864, les deux compagnies fusionnent, créant la Compagnie du Grand Central Belge. Celle-ci comprend également d'autres exploitants ferroviaires en direction de Rotterdam et Aix-la-Chapelle.
À partir de 1864, la mise en service par la Compagnie de Chimay, d'une ligne entre Mariembourg et Doische, met pour la première fois les deux réseaux en communication ailleurs qu'à Charleroi. Un raccord entre les deux gares minières de Morialmé apparaît également et le cours, fort tortueux, du chemin de fer de 1855 est rectifié par endroits. En 1895, une ligne du réseau étatique (ligne 136A de Florennes à Ermeton-sur-Biert) vient se greffer sur la ligne 138. L'éphémère gare de Florennes-État, à côté de Florennes-Est, en constitue alors le terminus.
En 1897, le Grand central est repris par les Chemins de fer de l'État Belge. À cette époque, les gares de l'est et du sud de Florennes ne sont toujours pas reliées. Les voyageurs sont priés d'utiliser leurs pieds (2 km), ou une diligence, pour passer d'une ligne à l'autre. Le trafic de transit entre Charleroi et la France est reporté sur la ligne 132 à double voie jusque Walcourt.

### État belge et SNCB
L’État débute alors une campagne massive de travaux pour remanier les voies ferrées dans la région de Florennes, supprimant plusieurs gares en impasse et remplaçant des infrastructures obsolètes.
En 1910, le raccordement entre les gares de Florennes est l'occasion d'inaugurer l'imposante gare de Florennes-Central. La ligne 138 reste toutefois à voie unique, consacrant son caractère secondaire. Cette nouvelle ligne de jonction ainsi qu'un raccordement direct entre les lignes 135 et 138, réalisé vers 1908 à la hauteur de Morialmé, crée enfin une connexion vers Walcourt et la région du Centre (via la ligne 111).
Entre-temps, en 1887, les Chemins de fer de l’État belge ont mis en service la ligne 137, d'Acoz à Mettet. Au début du XXe siècle, ils projetèrent d'utiliser cette ligne, greffée sur la ligne 150, pour acheminer par la ligne 138 de grandes quantités de minerai venues de l'Est de la France sans passer par Tamines et la ligne, surchargée, de Tamines à Charleroi (ligne 130). Ce nouveau trafic allait de pair avec la rectification du tracé et du profil de la ligne 138 entre Acoz et Châtelet — avec une nouvelle section à double voie comportant un tunnel près d'Acoz — et la création d'une courbe de raccord en direction de Montignies-sur-Sambre et Charleroi avec un nouveau pont sur la Sambre. Ces deux projets seront enterrés peu après la Première Guerre mondiale. Seuls des trains locaux, de marchandises ou de voyageurs, continuent à arpenter la ligne.
 (septembre 2022).
- En 1954, la Belgique voit de nombreuses relations voyageurs transférées à la route. Le sursis de la ligne 138 sera de courte durée : en 1960, les 7 km qui séparent Gerpinnes de Oret ne sont plus parcourus et les rails seront démontés 6 ans plus tard. La desserte fret de cabotage est organisée depuis les deux extrémités de la ligne. la vague de transfert à la route des dessertes voyageurs des lignes secondaires touche également cette ligne.
- En 1972, le tronçon subsistant au sud est également déserté et déferré en 1978. Seul subsiste la section commune avec la Ligne 135 qui sera à son tour abandonnée en 1980 et déferrée 2 ans plus tard.
- Le tronçon Acoz - Gerpinnes est lui aussi abandonné en 1983. Le moignon restant est toujours exploité entre Châtelet et l'usine Disteel, située entre Bouffioulx et Acoz. Les quelques kilomètres de voie entre l'usine et le village d'Acoz seront partiellement démontés en 1991. Le restant est envahi par les broussailles. En tant que bâtiments subsistent sur la ligne encore la gare d'Acoz et celle de Gerpinnes, toutes les deux restaurées, et servant comme habitation privée, ainsi que la maison du garde-barrière dans la rue François-Julien à Gerpinnes.
- En 1984, la gare de Florennes-Central ne voit plus passer le moindre train sur les 6 lignes qui y rayonnaient jadis. Une voie reste posée « pour les besoins de la nation » : la Ligne 137 qui doit permettre, via la Ligne 150, également préservée, de desservir la base aérienne toute proche. L'infrastructure pourrira lentement, pour être définitivement abandonnée fin du siècle passé.
- Entre 2009 et 2019, le RAVeL est établi, d'abord entre Gerpinnes et Acoz, puis prolongé jusqu'à la limite communale entre Acoz et Bouffioulx.
- En 2019, malgré un renouvellement des passages à niveaux quelques années auparavant, Infrabel confirme la désaffectation totale de la ligne pour l'année suivante. Cette décision résulte de l'état de la voie et des perspectives de trafic trop restreintes pour justifier une remise en état (un aller/retour par semaine les dernières années). Ainsi, le futur RAVeL utilisera le tracé de toute la ligne 138 jusqu'aux quais de la Sambre à Chatelet, à proximité du ravel établi sur la ligne 119[9]. La ligne a été mise hors service le 29 juin 2019, puis déferrée deux ans plus tard.

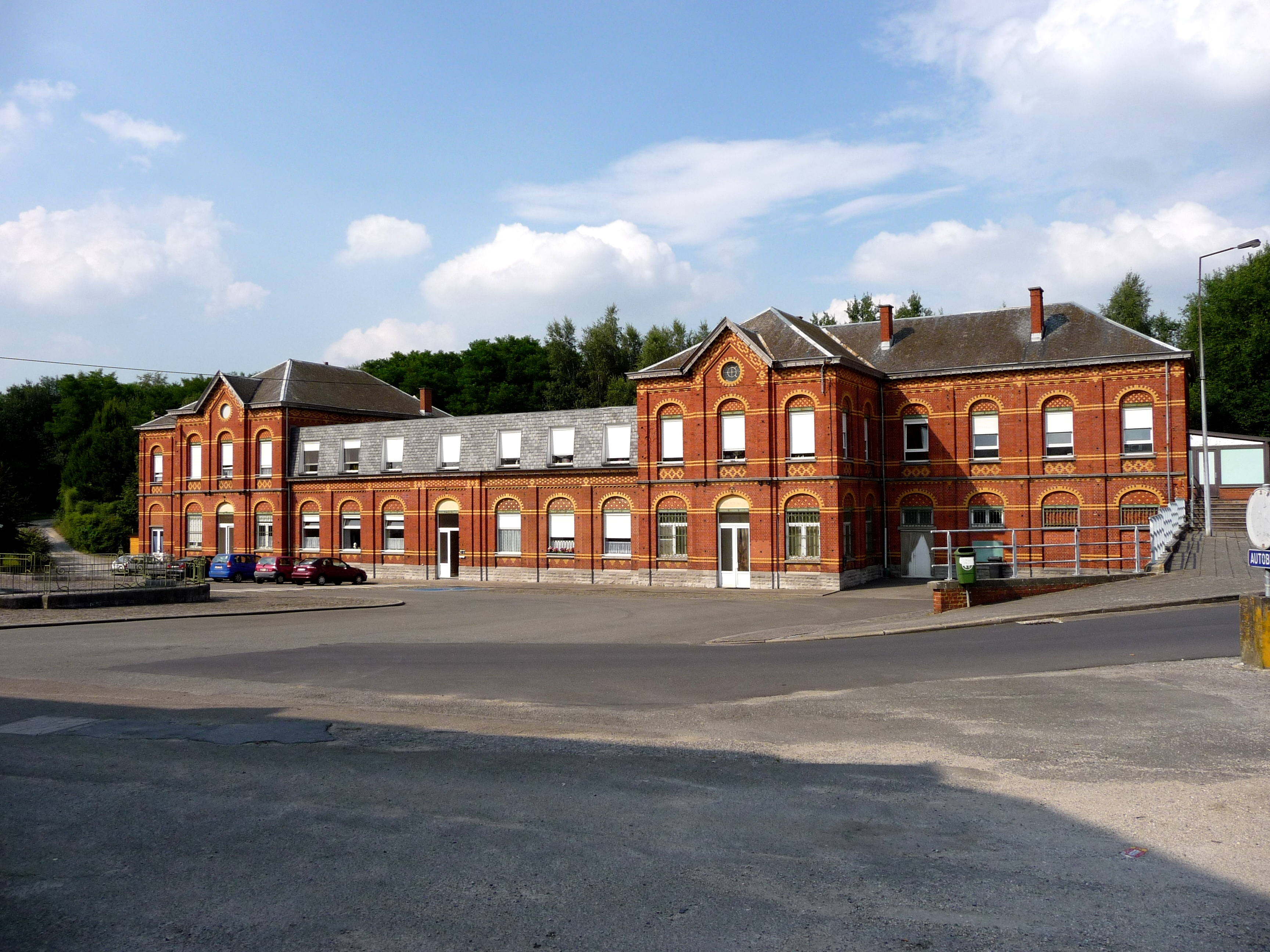
La gare de Florennes Central

## Utilisation
Avant sa mise hors service définitive, le tronçon Châtelet - Disteel (à Bouffioulx) était encore utilisé, en exploitation simplifiée, pour desservir une usine. À noter qu’il subsiste des signaux mécaniques (palettes) en gare de Bouffioulx.

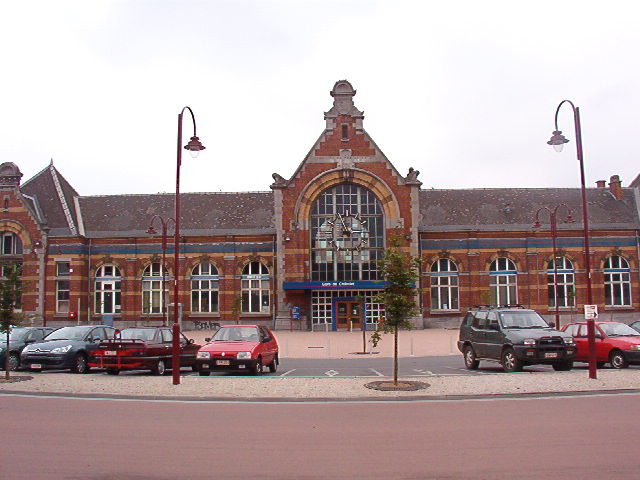
La gare de Châtelet